# Hecatera flavicinctaminor
Hecatera flavicinctaminor är en fjärilsart som beskrevs av Eugen Johann Christoph Esper 1790. Hecatera flavicinctaminor ingår i släktet Hecatera och familjen nattflyn. Inga underarter finns listade i Catalogue of Life.